# Amusco

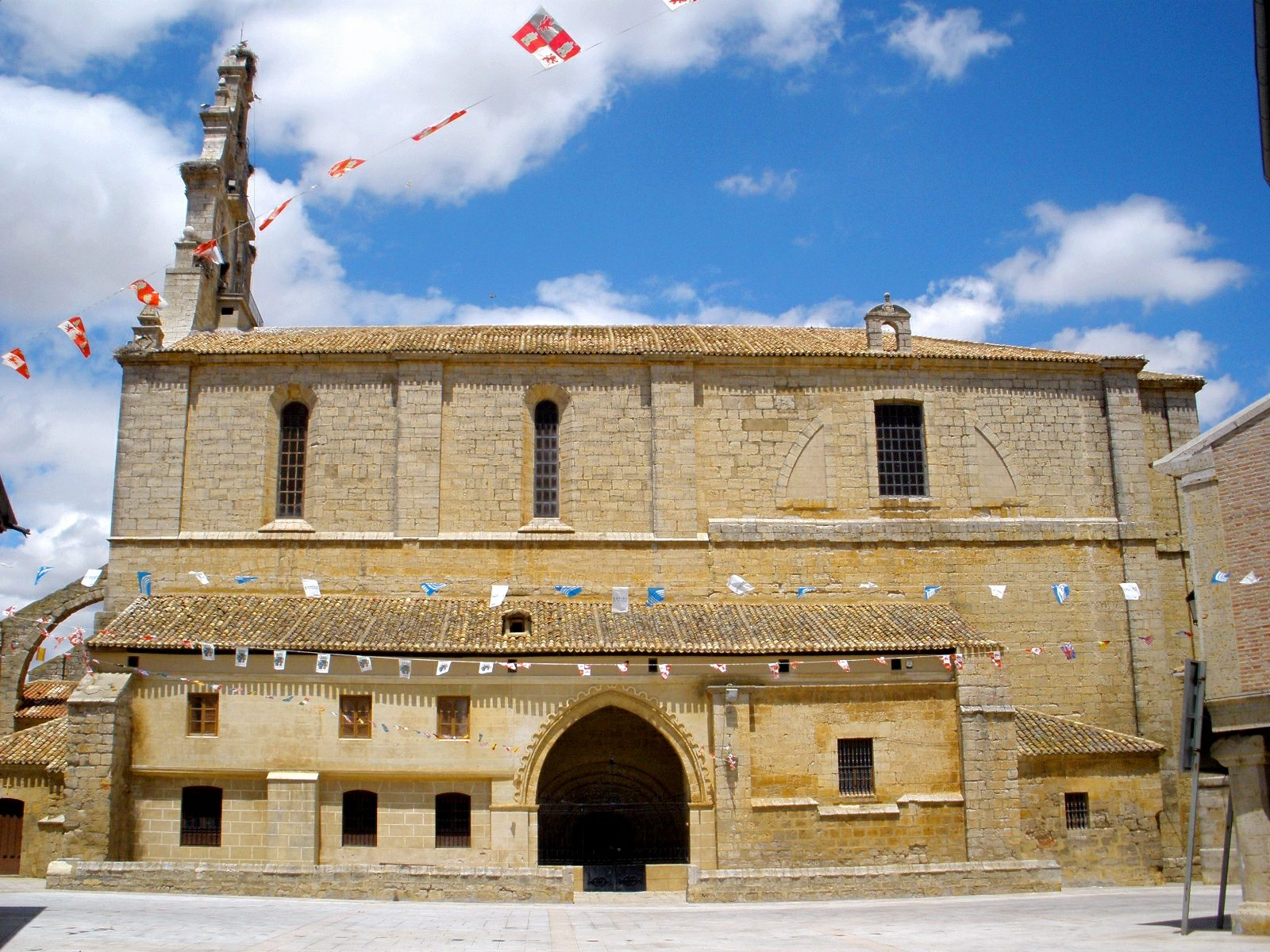
Amusco – Iglesia de San Pedro

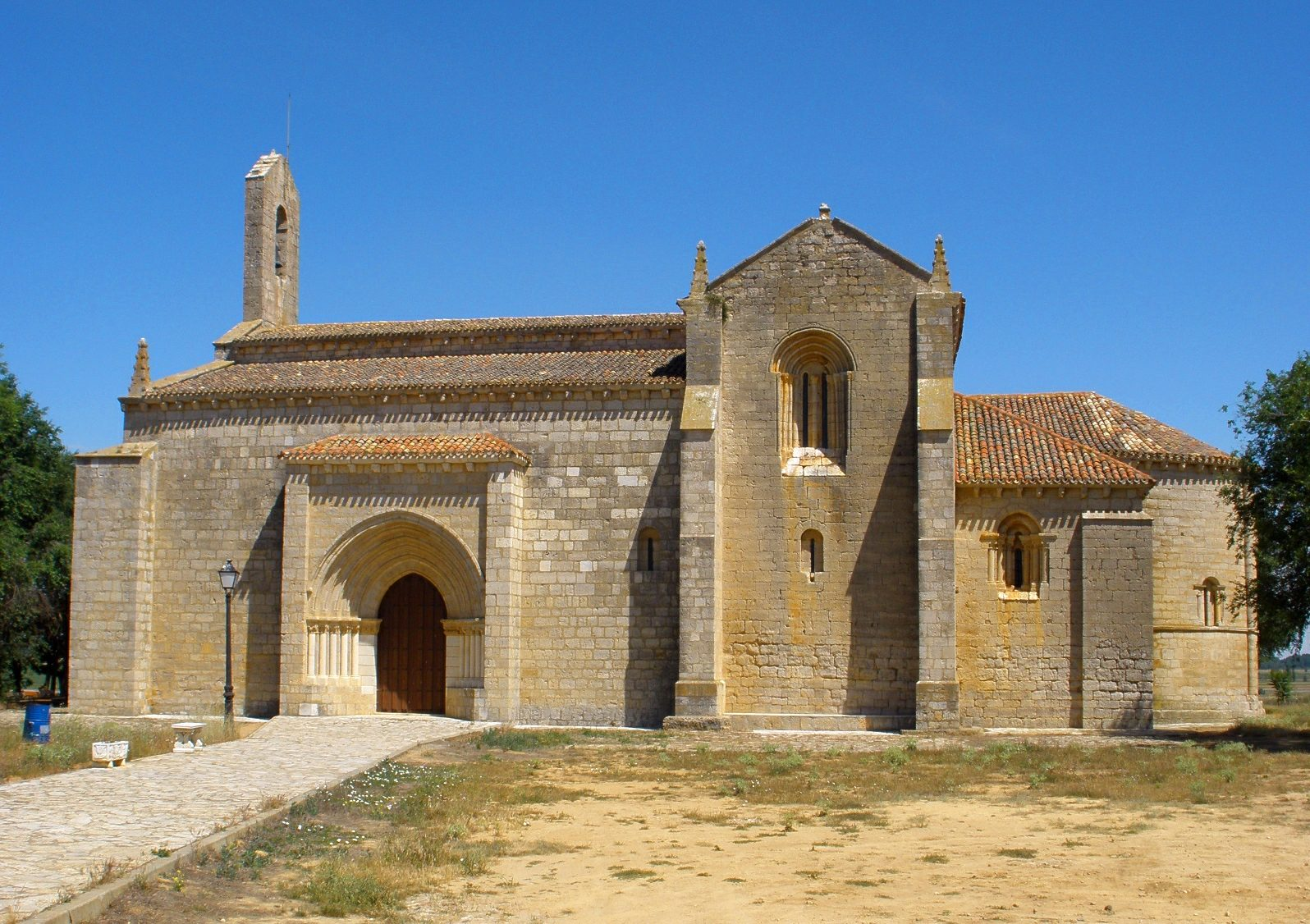
Amusco – Ermita de Nuestra Señora de las Fuentes

Amusco ist ein nordspanischer Ort und eine Gemeinde (municipio) mit 410 Einwohnern (Stand: 2024) im Zentrum der Provinz Palencia in der Autonomen Gemeinschaft Kastilien-León.

## Lage und Klima
Der Ort Amusco liegt auf der kastilischen Hochebene in der Region der Tierra de Campos in einer Höhe von ca. 768 m. Die Provinzhauptstadt Palencia befindet sich etwa 22 km (Fahrtstrecke) südlich. Das Klima im Winter kann durchaus kalt sein, im Sommer dagegen ist es warm bis heiß; die eher spärlichen Regenfälle (ca. 490 mm/Jahr) fallen überwiegend im Winterhalbjahr.

## Bevölkerungsentwicklung
| Jahr      | 1857 | 1900 | 1950 | 2000 | 2021 |
| Einwohner | 1832 | 1537 | 1002 | 559  | 414  |

Die  Reblauskrise im Weinbau, die Mechanisierung der Landwirtschaft und die Aufgabe bäuerlicher Kleinbetriebe („Höfesterben“) haben seit den 1950er Jahren zu Arbeitslosigkeit und einem deutlichen Absinken der Bevölkerungszahlen auf dem Lande geführt.

## Wirtschaft
Die Landwirtschaft spielte seit jeher die wichtigste Rolle für die Bevölkerung der Region, doch bereits im Mittelalter entwickelten sich auch Handwerk, Handel und das Dienstleistungsgewerbe. In der zweiten Hälfte des 20. Jahrhunderts hat auch der Tourismussektor größere Bedeutung erlangt.

## Geschichte
In vorrömischer Zeit gehörte die Region zum Siedlungsgebiet des keltischen Volksstamms der Vaccäer; später kamen Römer und Westgoten. Im 8. Jahrhundert wurde das Gebiet von den Mauren überrannt, doch bereits im 9. Jahrhundert eroberten asturisch-leonesische Heere die Gebiete nördlich des Duero zurück (reconquista). Ende des 10. Jahrhunderts machte der maurische Heerführer Almansor die christlichen Erfolge kurzzeitig wieder zunichte, aber im 11. Jahrhundert dehnte das Königreich León sein Herrschaftsgebiet erneut bis zur Duero-Grenze aus und begann mit der Neu- oder Wiederbesiedlung (repoblación) der Region. Amusco wurde der zentrale Ort von insgesamt neun Dörfern und wurde entsprechend gesichert. Nach vorangegangenen Versuchen vereinigte sich León im Jahr 1230 endgültig mit dem Königreich Kastilien. Um das Jahr 1400 kam Amusco unter die Grundherrschaft (señorio) des Hauses Manrique de Lara.

## Sehenswürdigkeiten
- Die Iglesia de San Pedro war ursprünglich eine romanische Kirche, die jedoch im 16. und 17. Jahrhundert gründlich umgearbeitet wurde. Die Westfassade ist durch nachträglich hinzugefügtes tiefenräumliches Strebewerk stabilisier; ein nur selten geöffnetes gotisches Portal bildet den Hintergrund. Den oberen Abschluss bildet ein sechsteiliger barocker Glockengiebel (espadaña). Im Innern beeindruckt ein vergoldeter Schnitzaltar (retablo) aus der Zeit des Spätbarock.[5]

Umgebung
- Die etwa 300 m nördlich des Ortes isoliert stehende dreischiffige Ermita de Nuestra Señora de las Fuentes wurde zu Ehren einer spätromanischen Madonnenfigur als Wallfahrtskirche errichtet. Es ist ein mit einem Querschiff versehenes Bauwerk aus der Zeit des Übergangs von der Romanik zur Gotik (um 1300). Das im Scheitel leicht angespitzte Südportal ragt leicht aus der Mauerflucht hervor, wodurch ein tiefenräumiges Archivoltenportal erst möglich wurde. Das Innere der Kirche ist durch frühe Bündelpfeiler in drei Schiffe unterteilt, wobei das Mittelschiff geringfügig höher ist als die beiden Seitenschiffe. Höhepunkt im Innern ist ein spätbarockes Altarretabel im Stil des Churriguerismus.[6]

## Bedeutende Persönlichkeiten
- Gómez Manrique (1412–1490), Dichter und Dramatiker
- Juan Valverde de Amusco (ca. 1525–ca. 1587), Anatom
- Juan José Tamayo (* 1946), Befreiungstheologe